# Gia cụ
Gia cụ là những phương tiện thiết bị có tính tiện dụng trong sinh hoạt gia đình và xã hội.

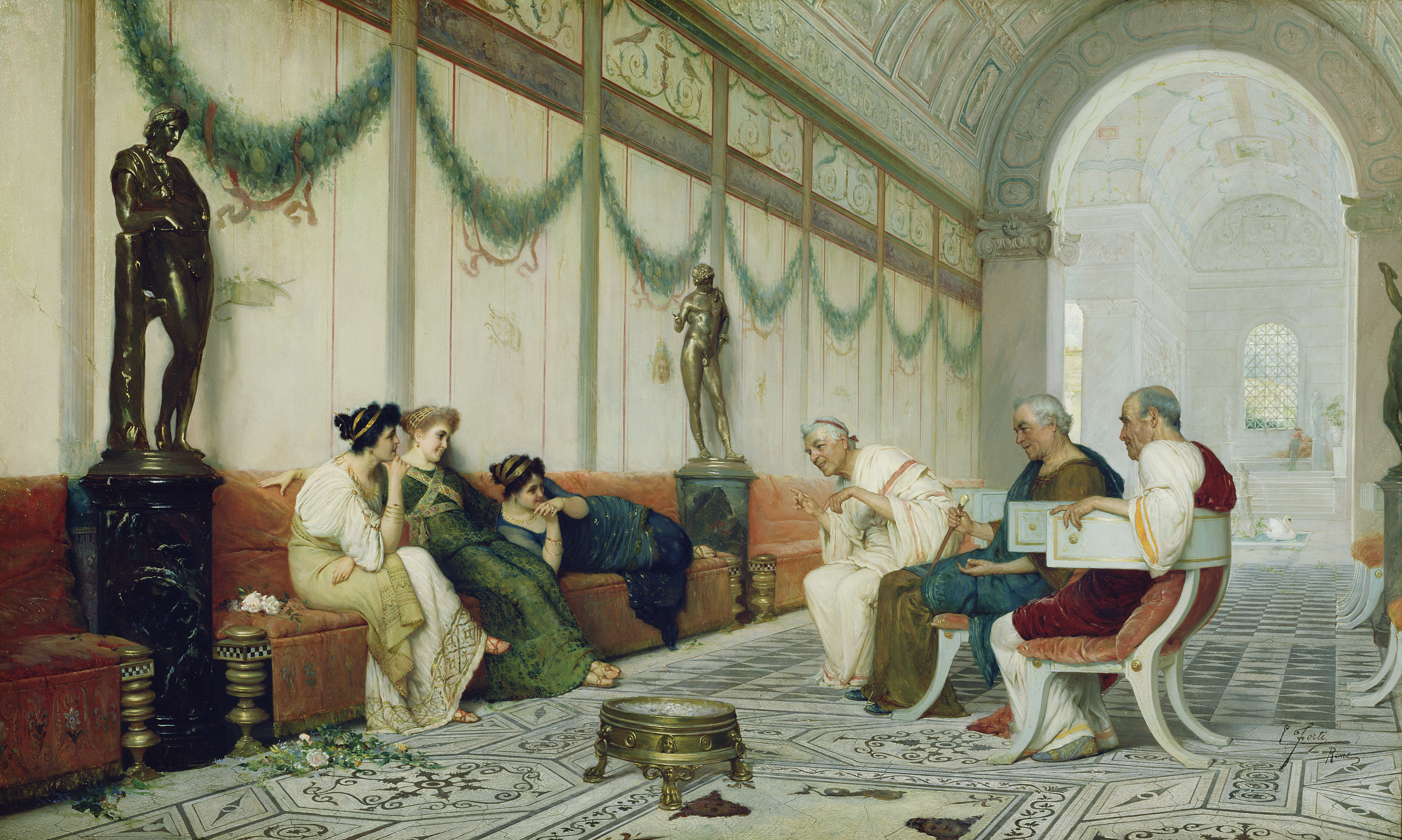
Hình dung của họa sĩ Ettore Forti về thất nội thành Pompeii thời thịnh.

## Thuật ngữ
Gia cụ minh diễn là "dụng cụ trong sinh hoạt gia đình" để nhấn mạnh tính thiết yếu của sản phẩm này.
- Hán: 家具, 家私, 傢具, 傢私, 傢俱, 傢俬
- Arab: أثاث
- Do Thái: רהיט,רהיט
- Hi Lạp: Έπιπλο
- La Mã: Mobilia, supellex
- Anh: Furniture[1]
- Pháp: Fourniture[2][3]
- Đức: Möbel, Mobiliar
- Nga: Мебель
- Cymru: Dodrefn
- Hindi: फ़र्नीचर
- Thái: เครื่องเรือน

Theo truyền thống, gia cụ có thể tồn tại độc lập với kết cấu chính của căn nhà. Tuy nhiên trong xã hội hiện đại, gia cụ là phần không thể thiếu, thậm chí trọng yếu, trong kiến trúc nhà.
Gia cụ có thể phân biệt theo công năng: Thiết bị lao động và giải trí (bàn), thiết bị ngồi và nằm (ghế, giường), thiết bị làm bếp, thiết bị phụ trợ (rèm, thảm, tủ). Ở hậu kì hiện đại, gia cụ được bổ sung thiết bị điện.
Trong lĩnh vực thiết kế thất nội, gia cụ được chia thành hai phong cách chủ yếu: Cổ điển và hiện đại. Ngoài ra cũng được chia theo chất liệu: gỗ, đá, nhựa, pha lê, kim loại.

## Lịch sử
— Quế Đường Lê Quý Đôn, Vân Đài loại ngữ, Trần Văn Giáp & Trần Văn Khang & Cao Xuân Huy dịch, Nhà xuất bản Văn Hóa Thông Tin, Hà Nội, 2006
Gia cụ phát xuất từ tập quán tận dụng vật thể tự nhiên của nhân loại ngay từ thời chập chững văn minh.
Ở cổ đại, các vùng văn minh lớn Hi Lạp, La Mã, Ai Cập và Trung Hoa đã thể hiện sự độc đáo và phong phú trong việc thiết kế cũng như xử dụng nguyên liệu chế gia cụ. Tuy nhiên, gia cụ thời này thường kém bền.
Kể từ đầu Công Nguyên, lịch sử gia cụ chững lại trong khoảng 15 thế kỉ. Hầu như chỉ có sự cải thiện độ bền, còn các kiểu mẫu không mấy biến chuyển so với trước.
Bắt đầu từ trào lưu văn nghệ phục hưng, xã hội Âu châu biến động không ngừng, kéo theo sự thay đổi phong hóa. Lĩnh vực thiết kế thất nội và gia cụ bước vào thời thăng hoa chưa từng có. Từ lúc này, thiết kế thất nội chính thức trở thành một phương thức biểu đạt mĩ học, thiết kế gia được tôn trọng ngang hàng nghệ sĩ.
Kể từ thế kỉ XIX, ngành thiết kế gia cụ ngả dần theo cách mạng công nghiệp, dần tăng cường cơ khí hóa để cách tân phong cách.
Từ sau Đệ Nhị thế chiến, gia cụ là thành tố hệ trọng nhất trong lĩnh vực thiết kế thất nội. Khi kỉ nguyên máy điện toán xuất hiện, việc thiết kế thất nội và gia cụ hầu như được tạo trên máy vi tính, thậm chí có thể dùng máy in thông dụng để trực tiếp sản xuất gia cụ. Tuy nhiên, do quá lệ thuộc kĩ nghệ tân tiến nên lĩnh vực này nhàm dần, sản phẩm gia cụ ngày càng thô vì thời gian thiết kế quá nhanh.
Những năm đầu thập niên 2000 trở đi, cả xã hội và giới thiết kế nhìn chung đều tích cực xúc tiến dòng sản phẩm gia cụ thân thiện với môi trường nhằm bảo vệ sinh thái, giảm dần tác hại của trào lưu công nghiệp hóa và tiết kiệm tài nguyên vốn đang cạn dần.

## Liên kết
1. ↑  "Furniture". ngày 23 tháng 2 năm 2016. Bản gốc lưu trữ ngày 16 tháng 5 năm 2016. Truy cập ngày 16 tháng 5 năm 2016. {{Chú thích web}}: Đã bỏ qua tham số không rõ |encyclopedia= (trợ giúp)
2. ↑  "English Translation of "fournir"". Collins French-English Dictionary.
3. ↑  "English Translation of "fourniture"". Collins French-English Dictionary.

### Tư liệu
- Images of online furniture design available from the Visual Arts Data Service (VADS) – including images from the Frederick Parker Chair Collection Lưu trữ ngày 7 tháng 8 năm 2020 tại Wayback Machine, Design Council Archives Lưu trữ ngày 15 tháng 8 năm 2020 tại Wayback Machine, and the Design Council Slide Collection.
- History of Furniture Timeline Lưu trữ ngày 14 tháng 1 năm 2020 tại Wayback Machine From Maltwood Art Museum and Gallery, University of Victoria
- Illustrated History Of Furniture
- Home Economics Archive: Tradition, Research, History (HEARTH)
- American Furniture in The Metropolitan Museum of Art